# Damjan Gojkov
Damjan Gojkov (Kirin Serbia: Дамјан Гојков; sinh 2 tháng 1 năm 1998) là một Tiền vệ cánh phải bóng đá Serbia, thi đấu cho FK Bežanija mượn từ Sao Đỏ Beograd.